# Unbothered
Unbothered è il secondo album in studio del rapper statunitense Lil Skies, pubblicato nel 2021.

## Tracce
1. Fade Away – 3:21
2. Take 5 – 2:52
3. Excite Me (featuring Wiz Khalifa) – 2:51
4. Havin My Way (featuring Lil Durk) – 3:31
5. Ok – 2:35
6. Dead Broke – 2:24
7. On Sight – 2:41
8. Think Deep Don't Sink – 4:07
9. Red Wine & Jodeci – 2:27
10. Locked Up – 3:05
11. Trust Nobody – 3:34
12. Riot – 2:46
13. Sky High – 3:19
14. Mhmmm – 2:21